# Mene

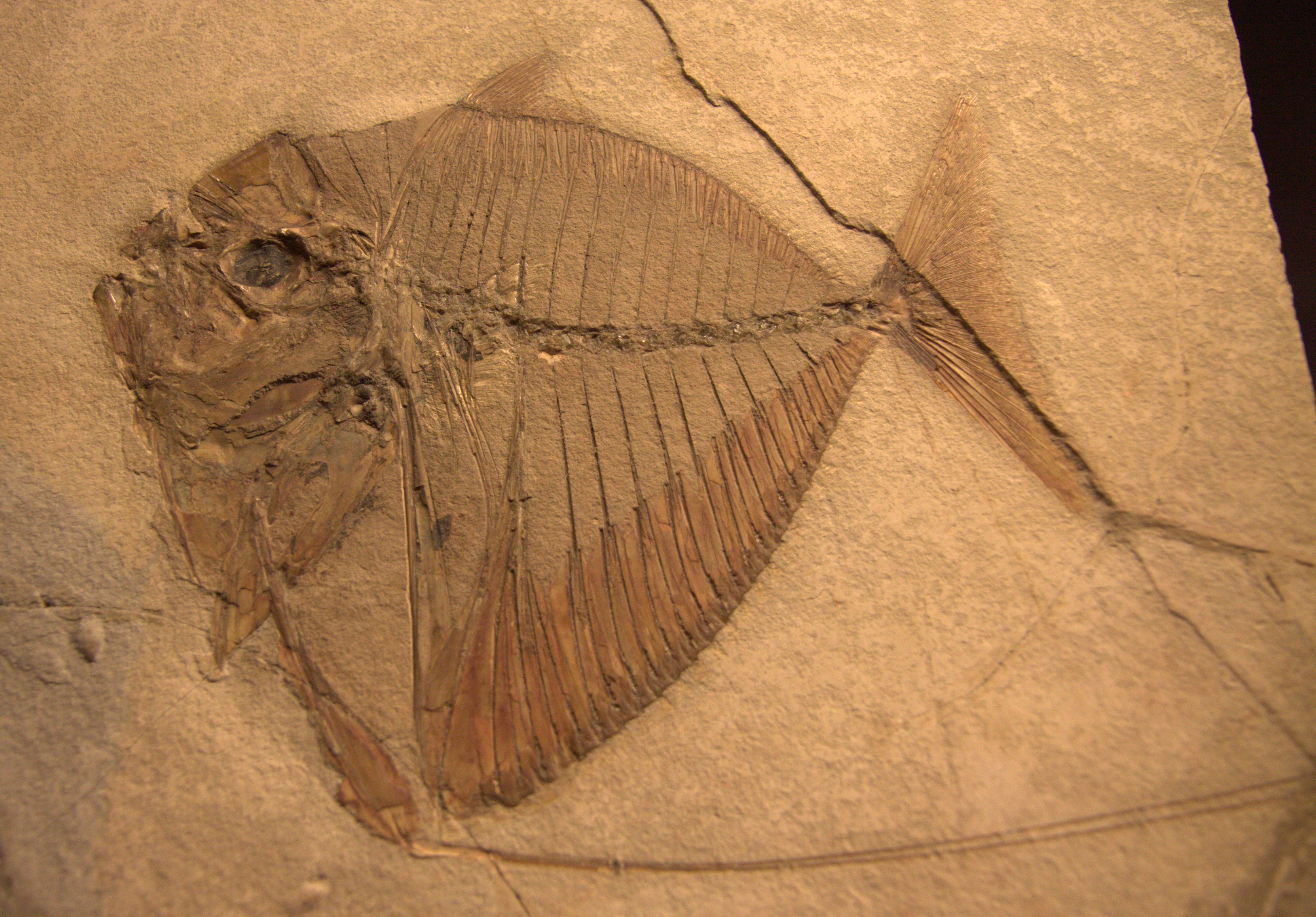
Fósil de la época de los dinosaurios.

Los peces luna son el género Mene, el único género de la familia Menidae, son peces marinos incluidos en el orden Perciformes. La especie que queda viva se distribuye por el océano Índico y oeste del océano Pacífico.
Su nombre procede del griego maine, una clase anchoa, pero dado su nombre común es más exacto añadir la referencia de Agassiz en su Nomenclátor zoologicus, del {gr, mene, es}, la luna.
Aparecen por primera vez en el registro fósil en el Eoceno, durante el Terciario.

## Morfología
Tienen el cuerpo en forma de disco, con el pecho muy amplio y un contorno dorsal casi horizontal.
Las aletas con numerosos radios blandos y sin espinas, en los adultos el primer radio de la aleta pélvica característicamente muy alargado.

## Especies
Existe una única especie viva en este género y familia:
- Mene maculata (Bloch y Schneider, 1801) - Pez luna.

Además, este género encuadra una serie de especies fósiles:
- † Mene novaehispaniae (Eastman 1914)
- † Mene oblonga (Agassiz 1833)
- † Mene phosphatica (Astre 1927)
- † Mene purdyi (Friedman y Johnson 2005)
- † Mene rhombea (Volta 1796)
- † Mene sekharani (Nolf y Capetta 1976)
- † Mene triangulum (Danil’chenko 1968)